# Société des réalisateurs de films
La Société des réalisateurs de films (SRF) és una associació de cineastes fundada el 1968, que té com a missió « defensar els interessos artístics, morals i professionals i econòmics de la creació cinematogràfica i participar en el desenvolupament de noves estructures del cinema.» La SRF també organitza des de l'any 2004 la Quinzena dels Realitzadors i el Festival de Cinema de Briva.

## L'organització
La SRF està dirigida per un consell d'administració de 22 membres, elegits cada any a l'Assemblea General: 17 són elegits al col·legi "llargmetratge" i 5 al col·legi "curtmetratge".
El SRF compta amb prop de 300 cineastes membres, directors de ficció, documental o animació. Amb els anys, ha adquirit experiència en el sector cinematogràfic i participa en totes les negociacions i reflexions del sector. Promou el paper central del director en el procés creatiu. Està representat en els diverses comissions del CNC, en particular la Comissió d'Acreditació i el Comitè de Classificació de Pel·lícules.
La SRF copresideix el BLOC (Bureau de Liaison des Organisations du Cinéma) i el ROC (Regroupement des Organisations du Court métrage). És membre de la FERA (Federació Europea de Productors Audiovisuals), de la Coalició Francesa per a la Diversitat Cultural i de l'Observatori per a la Llibertat de Creació de la Ligue des droits de l'homme.
La SRF organitza la Quinzena dels Realitzadors (creada el 1969) i el Festival de Cinema de Briva - Rencontres del migmetratge (creat el 2004). És a l'origen de la creació de l'ACID, l'Agència del Curtmetratge i més recentment de LaCinetek, plataforma dedicada al cinema de patrimoni i portada per l'associació La Cinematheque des Réalisateurs fundada el 2014 amb LMC/UniversCiné.

## La Carrossa d'Or
La Carrossa d'Or és un homenatge que rendeixen els directors del SRF a un dels seus companys, escollits entre realitzadors de tot el món, per les qualitats innovadores de les seves pel·lícules, per la seva audàcia i independència.
El premi, patrocinat per Canal+ Cinéma, fou creat el 2002, i ha distingit successivament Jacques Rozier, Clint Eastwood, Nanni Moretti, Ousmane Sembène, David Cronenberg, Alain Cavalier, Jim Jarmusch, Naomi Kawase, Agnès Varda, Jafar Panahi, Nuri Bilge Ceylan, Jane Campion, Alain Resnais, Jia Zhangke, Aki Kaurismäki, Werner Herzog, Martin Scorsese i John Carpenter en 2019.
La Carrossa d'Or es presenta cada any amb motiu de l'obertura de la Quinzena dels Realitzadors. El premi es presenta en forma d'estatueta de bronze, creada a partir dels personatges de la commedia dell'arte i de la pel·lícula homònima de Jean Renoir, per la pintora-escultora Lili Legouvello.

## Història de la SRF

### Anys 1960 i 1970
El divendres 9 de febrer de 1968, la substitució d'Henri Langlois al capdavant de la Cinémathèque Française, provoca un desconcert i la mobilització d'una part del món del cinema contra lel govern gaullista. Aquesta contestació es perllonga, uns mesos després, amb la interrupció del Festival de Cannes durant els esdeveniments del maig del 1968 i l'organització dels Estats Generals del Cinema a Suresnes.
És en aquest context d'agitació i reflexió que els cineastes van fundar, el 14 de juny de 1968, la Société des réalisateurs de films, associació de la llei 1901 amb l'objectiu d'"agrupar els realitzadors de cinema per defensar les llibertats artístiques, morals i professionals" de la creació cinematogràfica. Els seus fundadors foren Pierre Kast, Jacques Doniol-Valcroze, Robert Enrico, Robert Bresson, Costa-Gavras, Claude Lelouch, Jacques Rozier, René Allio, Philippe de Broca, Jacques Rivette, Jacques Deray, Louis Malle, Luc Moullet, Marcel Carné, Claude Berri, Jean-Louis Comolli i Jean-Daniel Pollet.
L'agost de 1968, quan es va publicar el primer “Programa d'Acció Immediata” del SRF, l'’associació tenia 155 membres i reflectia moltes sensibilitats estètiques del cinema francès.
| «                                                     | Entreteniment, cultura i creació van de la mà, al cinema, com a totes les arts. Pensar que hi ha dos cinemes és renunciar a un cinema viu, com a activitat del grup social que el fa, però encara més com a moment essencial de la vida col·lectiva. Perquè la cultura no és només allò que ajuda l'home a digerir el passat, en un lleure diletant, que seguirà sent compartit per tots; també és amb qui es que gira cap al món per canviar-lo i per canviant-se ell mateix | » |
| — Programa d'acció immediata de la SRF, agost de 1968 | |   |

La SRF indica els fronts que definiran la seva lluita durant les dècades següents: defensa del director, el cinema i la seva diversitat; lluitar contra els fenòmens de concentració de l'obra i contra qualsevol forma de monopoli; reflexió sobre l'accés del públic a la diversitat d'obres; la solidaritat amb els cineastes víctimes de la censura, a França i a l'estranger; denúncia de la Llei de pornografia de 1975; presència a totes les comissions del CNC i els organismes socials; debats ininterromputs amb autoritats públiques, institucions i altres organitzacions, la creació de la Quinzena dels Realitzadors (1969) i de « Perspectives du cinéma français » (1974).

### Anys 1980
A la dècada de 1980, la SRF va adquirir una dimensió realment internacional i va augmentar els contactes amb els seus homòlegs estrangers. Els cineastes es reuneixen i es nodreixen en un gran moviment solidari, a nivell europeu i mundial.
La Federació de Directors de Cinema Europeus (FERA) es va crear a les Trobades Cinematogràfiques de Saint-Étienne el 1979 per promoure els intercanvis entre directors europeus i actuar pel dret d'autor. A la Carta de Delphes publicada el 1988, els cineastes defensen la diversitat cultural a Europa i reivindiquen "el dret de tothom a enriquir la seva personalitat mitjançant emocions, experiències viscudes i compartides; el dret del públic a triar lliurement; el dret dels creadors d'expressar-se lliurement. "
També es convoquen Assemblees Mundials de Directors. L'Assemblea de Madeira, l'octubre de 1983, reuneix 152 directors de 46 països, per defensar les produccions nacionals contra el cinema estatunidenc dominant, la llibertat d'expressió dels artistes i lluitar contra l'estandardització de les obres, induïda pels fenòmens de concentració de la producció i de la distribució.
En aquest moment, els directors del SRF van establir una reunió mensual amb el director del CNC. Els grans combats de la SRF són la salvaguarda de l'Avance sur recettes i la millora de l'estatut d'autor-director. Els directors demanen beneficiar-se dels mateixos drets morals i financers que els altres creadors artístics, en particular d'una remuneració proporcional a l'explotació de llurs obres. La protecció i preservació de les obres també són objecte de reclamacions col·lectives. El 3 de juliol de 1985 es va aprovar una nova llei sobre drets d'autor audiovisuals. Va incloure molts avenços: l'extensió de l'estatut d'autor a tots els productors audiovisuals, la remuneració per cada mode de publicació, l'obligació de transparència dels productors sobre els ingressos, el dret de preempció del director sobre el seu treball en cas de fallida del productor, l'establiment d'una norma de conservació, la creació de retribucions per còpia privada, etc.
Els anys vuitanta també es van veure marcats per la creació d'una Agència del Curtmetratge sota la impulsió dels cineastes de SRF i per l'arribada de nous temes relacionats amb la difusió televisiva d'obres: la SRF s'oposava ferotgement a la idea d'una interrupció publicitària de la seva emissió.

### Anys 1990
El començament dels anys 90 es va veure marcat per la lluita per l'excepció cultural. Els cineastes són els primers a mobilitzar-se al Parlament Europeu per excloure el cinema i l'audiovisual dels acords de lliure comerç del GATT. Finalment guanyaran el 1994. El 1998, la forta mobilització de les organitzacions de cinema independent contra l'Acord Multilateral d'Inversions (AMI) també és un èxit: preserva l'audiovisual d'un desmantellament de polítiques nacionals de suport a la creació i l'accés dels majors nord-americans al Fons de Suport Hexagonal.
En el marc de la FERA, els directors presenten diverses propostes per construir un sistema de suport al cinema europeu, aleshores en gran dificultat. Es proposen harmonitzar la normativa europea, crear centres de cinema a cada país, així com un centre de cinema europeu, establir obligacions d'inversió i quotes europees per a televisió, etc.
És en aquest context que el SRF i altres organitzacions cinematogràfiques franceses es nodreixen de la noció d'independència. Recolza la creació de l'ACID (Associació pel Cinema Independent i la seva Difusió), nascuda el 1992 amb l'eslògan "resistir". Seguits pels Fonaments de Cinema Independent: convocats el 1995 i el 1996, donaran llum al BLOC (Bureau de Liaison des Organisations du Cinéma) el 1998. Aplega els directors, els autors, els productors, els distribuïdors, els artistes-intèrprets, operadors i tècnics en la defensa dels independents, contra la lògica industrial i global, per garantir la llibertat d'expressió artística, la independència de la producció i la distribució i la pluralitat de l'explotació.
| «                                                                                     | « Preservar la pluralitat d'obres, estils i tendències és només una manera de reconèixer la diversitat de l'home. Per l'adjudicatari que no "vol veure només un cap", respon a l'exigència, per a cada individu, de ser diferent i de tenir dret a viure. Les obres tenen dret a viure.» | » |
| — Combien de divisions ?, publicació de la SRF en ocasió del seu 25è Aniversari, 1993 | |   |

La lluita dels cineastes de la SRF no es limita a la política cultural, ja que s'involucren en qüestions socials i polítiques franceses. Així és com la SRF va fer una campanya a finals de la dècada per a la regularització dels migrants sense documentació. Llança una petició, que reuneix milers de signants, i fa una pel·lícula, Nous, sans-papiers de France, projectada com a presentació de totes les pel·lícules franceses seleccionades al Festival de Canes el 1997 i a centenars de cinemes.

### Anys 2000
Al començament dels anys 2000, el cinema francès va bé, l'assistència és bona. La SRF, però, continua advertint dels processos de concentració, il·lustrats per la fusió de Gaumont i Pathé, l'arribada dels múltiplex i la targeta il·limitada de la UGC. El primer acord entre el món del cinema i Canal + se signa el 13 de desembre del 2000. Seguirà un protocol amb France Télévisions el 2003. Els anys 2000 també estan marcats pel desenvolupament d'internet i el seu corol·lari, la pirateria: els primers debats es comprometen a impedir la descàrrega il·legal i a protegir les retribucions dels creadors i titulars de drets.
Tot i una forta mobilització de professionals per salvaguardar el seu sistema específic de compensació per desocupació, el MEDEF i la CFDT, el CFE-CGC i la CFTC van signar el juny del 2003, al si d'Unédic, un protocol d'acord modificant les regles d'indemnització per als treballadors intermitents: 507 hores de treball en deu mesos i mig per als artistes, deu mesos per als tècnics, en lloc d'un any, donant dret a una indemnització de vuit mesos en lloc de dotze. Es crea una comissió de seguiment de la intermitència, que reuneix parlamentaris, la coordinació dels intermitents, la CGT i les organitzacions professionals de l'espectacle, inclosa la SRF. Els intermitents desenvolupen una experiència en les seves condicions laborals i fan propostes per a un sistema més just, redistributiu i sense costos. La seva lluita durarà 13 anys, fins a la signatura de l'acord del 2016.
Grup de reflexió de 13 personalitats del cinema francès, el 2008 es forma el Club des 13 sota la iniciativa de la realitzadora Pascale Ferran i arran del seu rotund discurs al César de 2007. Aquest grup escriu un informe, Le milieu n'est plus un pont mais une faille, que denuncia les creixents dificultats de finançament i distribució de les pel·lícules anomenades "du milieu". Es crea una concertació per discutir les propostes del Club des 13. Aquestes discussions condueixen en particular a la creació, el 2011, de l'Ajuda a la concepció pels autors i al reforç del suport automàtic al productor delegat. Per la seva banda, el ROD (Réseau des Organisations du Documentaire), que reuneix productors, directors i autors de documentals, està treballant amb el CNC per llançar un nou mecanisme de suport, anomenat "Assistència al desenvolupament reforçat".
Els anys 2000 també són creatius per a la SRF, que va inventar la Carrossa d'Or el 2002 i va fundar, a través de Katell Quillévéré i Sébastien Bailly, el Festival de Cinema de Briva el 2004.

### Anys 2010
Les discussions sobre el conveni col·lectiu per a la producció de cinema marquen el començament de l'any 2010. El SRF no és un sindicat i no participa directament en les negociacions, però els directors segueixen de prop els debats. El repte és, en primer lloc, la definició d'un salari mínim per al director (aleshores inexistent) i la definició de les seves funcions. Els debats aviat es cristal·litzaran sobre els efectes d'un nou acord col·lectiu de cinema sobre la diversitat de la creació i la dificultat per a les pel·lícules menys ben finançades per poder satisfer requisits convencionals molt ambiciosos. Aquest tema divideix els realitzadors. L'Assemblea General del 15 de juny de 2013 està marcada per un nombre sense precedents d'afiliacions (hi són presents 345 cineastes) i una renovació total del Consell d'Administració de la SRF. Per fi, es posarà en marxa un sistema derogatori temporal per a les pel·lícules menys ben finançades.
El 2014 es convoquen els « Assises pour la diversité du cinéma » al CNC. Les discussions sobre el conveni col·lectiu, així com una tribuna molt virulenta de Vincent Maraval sobre els salaris fantàstics dels actors francesos, van reobrir el debat sobre el finançament de les pel·lícules. L'objectiu d'aquests “Assises” és establir propostes per finançar millor i exhibir cinema d'autor en tota la seva diversitat. Es creen grups de treball a la SRF que associen joves realitzadors.
Els cineastes sempre s'impliquen en el debat polític i social. L'Appel de Calais es posa en marxa l'octubre de 2015 per alertar l'opinió pública sobre les condicions de vida dels migrants i refugiats de la jungla de Calais. El desmantellament violent de la "jungla" el 2016 portarà els signants d'aquesta crida a concloure una dolorosa derrota.
En el moment en què va esclatar l'afer Weinstein el 2017, la SRF es compromet a treballar per una revolució en les relacions jeràrquiques a la indústria cinematogràfica:
| « | « Estem experimentant els símptomes d'un ecosistema encara massa desigual, altament jeràrquitzat, que afecta tota la indústria. L'abús de poder, la centralització del poder en mans dels mateixos, els excessos sexuals basats en la part emocional de l'obra en el procés de realització de pel·lícules, fan que la indústria cinematogràfica, que és lluny d'ésser l'única afectada, un eloqüent aparador d'aquests abusos. La batalla cultural que s'anunciano s'aturarà en la caiguda d'uns quants caps que cauen (…). Es produirà en el camp de la redefinició de posicions de poder, la seva redistribució, la seva diversificació. Bufan vents de canvis, és responsabilitat col·lectiva prendre'n part. » | » |

El 2018 la SRF representa la diversitat del cinema i associa totes les generacions. La seva junta directiva és paritària.
El SRF va llançar el Cinetek (una plataforma de cinema de VOD programada íntegrament per cineastes) i va guanyar el concurs "Reinventant París", per a la creació d'un nou cinema al XI districte de la capital.

## Llists drls presidents de la SRF
Fundador de la SRF, Robert Bresson en fou nomenat President d'honor el 1977, ocupant el càrrec fins a la seva mort en 1999.
2018: Marie Amachoukeli, Bertrand Bonello, Christophe Ruggia - Copresidents
2017: Yann Gonzalez, Céline Sciamma, Rebecca Zlotowski

2016 : Catherine Corsini, Katell Quillévéré, Céline Sciamma

2015 : Catherine Corsini, Pierre Salvadori, Céline Sciamma

2014 : Christophe Ruggia, Pierre Salvadori, Céline Sciamma

2013 : Pascale Ferran, Katell Quillévéré, Christophe Ruggia

2012 : Éric Guirado, Jean-Jacques Jauffret, Chantal Richard

2011 : Chantal Richard, Fabrice Genestal i Christophe Ruggia

2010 : Malik Chibane - Vice-presidents : Michel Andrieu, Fabrice Genestal

2009 : Malik Chibane - Vice-presidents : Michel Andrieu, Fabrice Genestal

2008 : Cédric Klapisch, Pierre Salvadori, Christian Vincent

2007 : Cédric Klapisch, Pierre Salvadori, Christian Vincent

2006 : Pascal Thomas - Vice-presidents : Luc Leclerc du Sablon, Christophe Ruggia, Jean-Paul Salomé

2005 : Pascal Thomas

2004 : Pascal Thomas

2003 : Pascal Thomas

2002 : Serge Le Péron, Nicolas Philibert, Pascal Thomas

2001 : Serge Le Péron, Pierre Salvadori, Claire Simon

2000 : Serge Le Péron, Pierre Salvadori, Claire Simon

1999 : Cédric Klapisch, Jean-Henri Roger, Nicolas Philibert

1998 : Robert Guédiguian, Cédric Klapisch, Jean-Henri Roger

1997 : Gérard Mordillat - Vice-president : Luc Béraud

1996 : Gérard Mordillat - Vice-president : Luc Béraud

1995 : Gérard Mordillat

1994 : Denys Granier-Deferre

1993 : Denys Granier-Deferre

1992 : Denys Granier-Deferre

1991 : Jacques Deray

1990 : Jacques Deray - Vice-president : Caroline Huppert, Jean-Pierre Marchand, Bernard Dartigues

1989 : Francis Girod - Vice-presidents : S. Schiffman, J.P. Dekiss, D. Crèvecœur

1988 : Francis Girod - Vice-presidents : S. Schiffman, J.P. Dekiss, D. Crèvecœur

1987 : Bertrand Tavernier

1986 : Bertrand Tavernier

1985 : Coline Serreau, Pierre Jallaud, Jean Marbœuf

1984 : Coline Serreau, Pierre Jallaud, Jean Marbœuf

1983 : Laurent Heynemann, Jean-Charles Tacchella, Bertrand Van Effenterre

1982 : Maurice Dugowson, Serge Leroy, Philippe Pilard

1981 : Maurice Dugowson, Serge Leroy, Philippe Pilard

1980 : Bertrand Tavernier i Luc Béraud

1979 : Bertrand Tavernier i Luc Béraud

1978 : Louis Daquin i Michel Mitrani

1977 : Louis Daquin, Michel Mitrani, Serge Moati

1976 : Pierre Kast i Jean-Daniel Simon

1975 : Pierre Kast i Jean-Daniel Simon

1973 : Constantin Costa Gavras

1972 : Jacques Doniol-Valcroze

1970 : Jacques Doniol-Valcroze

1969 : Robert Enrico